# 下呂市立萩原北中学校
下呂市立萩原北中学校（げろしりつ はぎわらきたちゅうがっこう）は、岐阜県下呂市にある公立中学校。

## 概要
全校生徒100人程度で下呂市立尾崎小学校・下呂市立宮田小学校・萩原小学校の生徒が進学する。

## 沿革
- 1953年（昭和28年）1月 - 萩原・川西組合立中学校として開校。
- 1955年（昭和30年）8月 - 町村合併により、萩原町立北中学校と改称。
- 1963年（昭和38年）4月 - 山之口中学校を統合。
- 2004年（平成16年）3月 - 町村合併により、下呂市立萩原北中学校と改称。

## アクセス
- 国道41号上呂交差点を西へ200m。
- JR高山本線上呂駅より徒歩5分。

## 周辺
- きたこども園
- 飛騨農業協同組合浅水支店
- ファッションセンターしまむら飛騨萩原店
- コメリハードアンドグリーン萩原店
- ゲンキー萩原上呂店
- ヤマダ電機テックランド下呂店
- 宮谷神明宮
- 浅水橋
- JR高山本線上呂駅
- 飛騨川